# غرايم كلارك (كاتب أغاني)
غرايم كلارك (بالإنجليزية: Graeme Clark)‏ هو كاتب أغاني بريطاني، ولد في 15 أبريل 1965 في غلاسكو في المملكة المتحدة.

## وصلات خارجية
- غرايم كلارك على موقع IMDb (الإنجليزية)
- غرايم كلارك على موقع ميوزك برينز (الإنجليزية)
- غرايم كلارك على موقع ديسكوغز (الإنجليزية)